# Vigneux-de-Bretagne
Vigneux-de-Bretagne is een gemeente in het Franse departement Loire-Atlantique (regio Pays de la Loire). De plaats maakte deel uit van het arrondissement Nantes tot zij op 1 januari 2017 werd overgedragen aan het arrondissement Châteaubriant-Ancenis. Vigneux-de-Bretagne telde op 1 januari 2022 6.633 inwoners.

## Geografie
De oppervlakte van Vigneux-de-Bretagne bedroeg op 1 januari 2022 54,68 vierkante kilometer; de bevolkingsdichtheid was toen 121,3 inwoners per km².

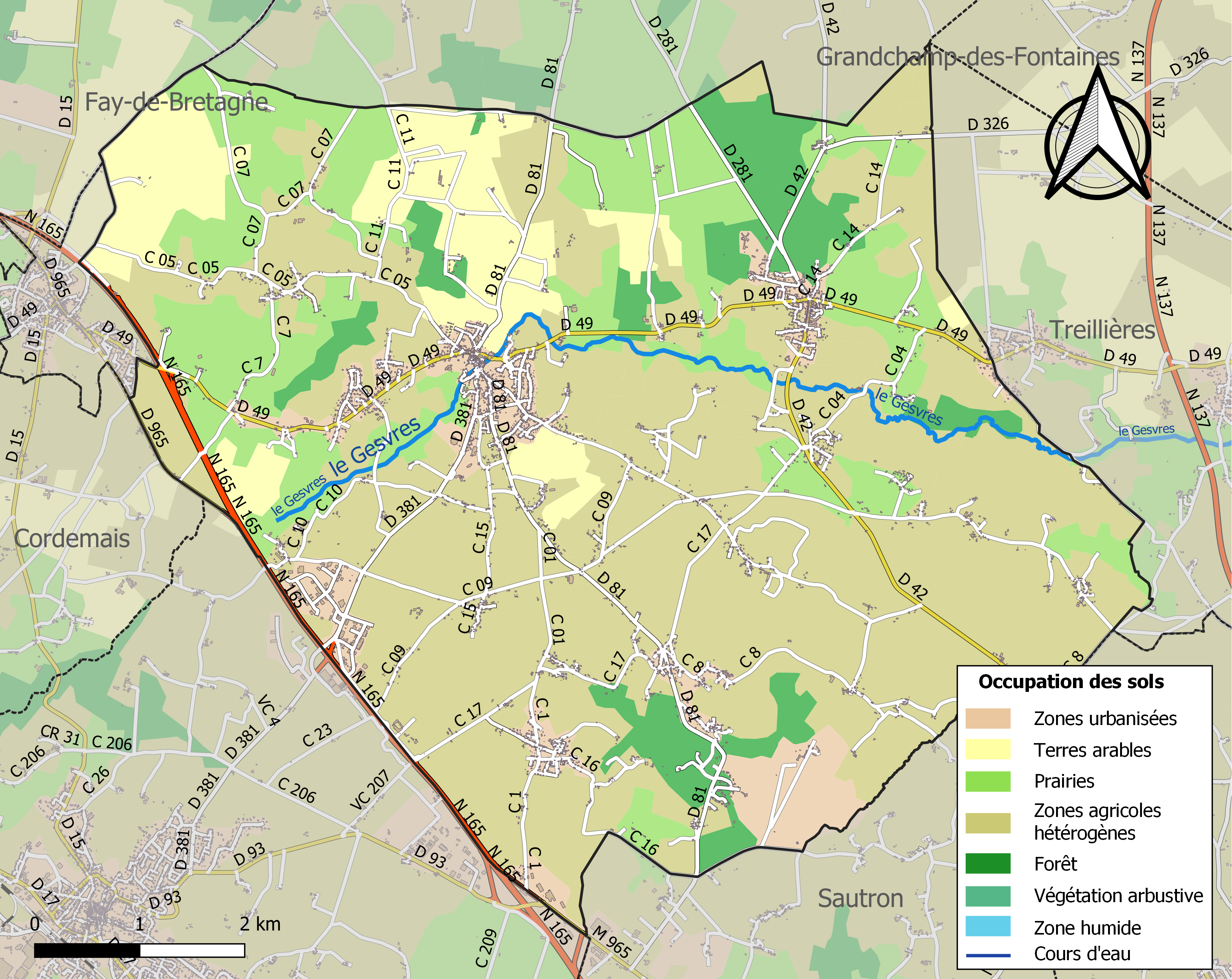
Kaart van de gemeente met de belangrijkste infrastructuur, bodemgebruik en omliggende gemeenten

## Demografie
Onderstaande figuur toont het verloop van het inwonertal (bron: INSEE-tellingen).